# Amphicnaeia flavolineata
Amphicnaeia flavolineata är en skalbaggsart som beskrevs av Stefan von Breuning 1943. Amphicnaeia flavolineata ingår i släktet Amphicnaeia och familjen långhorningar. Inga underarter finns listade i Catalogue of Life.